# Resurrección (Rubens, Amberes)

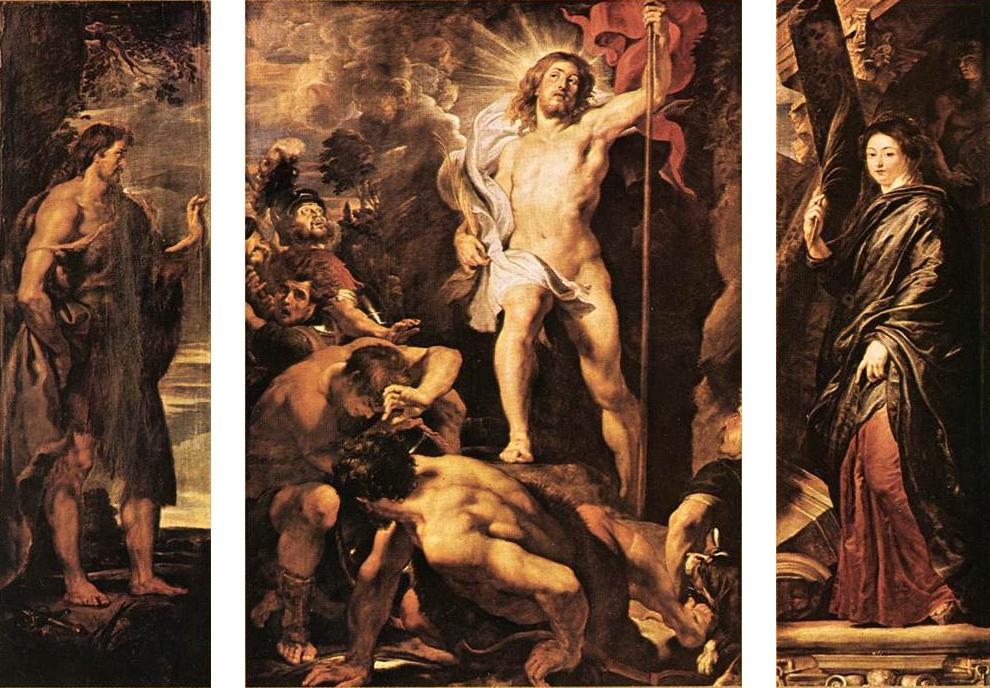
Tríptico de la resurrección.

La Resurrección de Cristo es un tríptico de 1611-1612 pintado por Pedro Pablo Rubens, actualmente en la Catedral de Nuestra Señora de Amberes.
El panel central representa la Resurrección de Jesús saliendo triunfante del Santo Sepulcro, rodeado de soldados romanos asustados. El panel de la izquierda representa a Juan el Bautista, mientras que el de la derecha muestra a Martina de Roma. Estos santos son, respectivamente, el patrón y los homónimos del impresor Jan Moretus de la Prensa Plantin y de su viuda Martina Plantin, que realizó el encargo del tríptico.